# San Thàng
San Thàng là một xã thuộc thành phố Lai Châu, tỉnh Lai Châu, Việt Nam.

## Địa lý
Xã San Thàng nằm ở phía đông thành phố Lai Châu, có vị trí địa lý:
- Phía tây giáp phường Đông Phong và xã Sùng Phài
- Các phía còn lại giáp huyện Tam Đường.

Xã có diện tích 23,88 km², dân số năm 2012 là 3.789 người, mật độ dân số đạt 159 người/km².

## Lịch sử
Xã San Thàng trước đây có tên là xã Tam Đường thuộc huyện Phong Thổ.
Ngày 14 tháng 1 năm 2002, xã Tam Đường chuyển sang trực thuộc huyện Tam Đường mới thành lập.
Ngày 10 tháng 10 năm 2004, Chính phủ ban hành Nghị định 176/2004/NĐ-CP. Theo đó, chuyển xã Tam Đường về thị xã Lai Châu mới thành lập và đổi tên xã Tam Đường thành xã San Thàng.
Ngày 2 tháng 11 năm 2012, Chính phủ ban hành Nghị quyết 71/NQ-CP. Theo đó, thành lập phường Đông Phong trên cơ sở điều chỉnh 171,26 ha diện tích tự nhiên và 10.211 người của phường Tân Phong, 356,09 ha diện tích tự nhiên và 753 người của xã San Thàng.
Sau khi điều chỉnh địa giới hành chính, xã San Thàng còn lại 2.388,25 ha diện tích tự nhiên và 3.789 nhân khẩu.